# Stenopogon neojubatus
Stenopogon neojubatus är en tvåvingeart som beskrevs av Wilcox och Martin 1945. Stenopogon neojubatus ingår i släktet Stenopogon och familjen rovflugor.
Artens utbredningsområde är Kalifornien. Inga underarter finns listade i Catalogue of Life.